# Springfield M1855

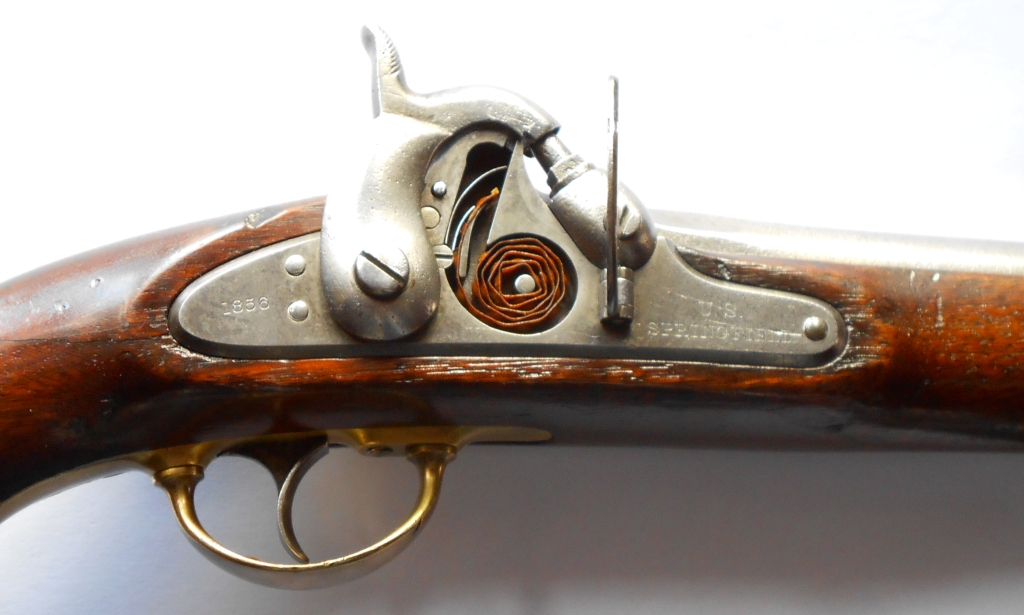
Спрінгфілдська гвинтівка модель 1855

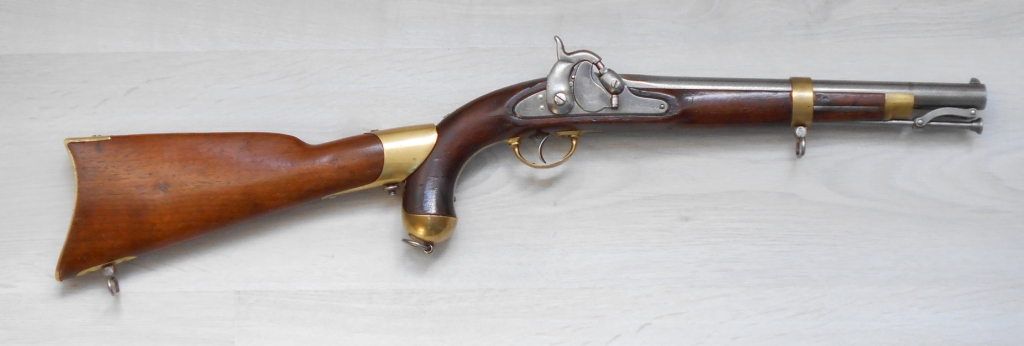
Спрінгвілдська гвинтівка 1855 пістоль-карабін

Спрінгфілдська модель гвинтівки 1855 року — це нарізний мушкет, розроблений у 1856 році. Всього було випущено 60 тис. екземплярів, протягом 1856–1860 років. Гвинтівка використовувалася під час Громадянської війни у США. Вона використала переваги нової кулі Міньє, яка могла бути смертельною на відстані понад 1000 ярдів (910 м). Це була стандартна піхотна зброя, поки наступна спрінгфілдська модель гвинтівки 1861 року не витіснила її. Це допомогло запобігти використанню водостійкої гвинтівки для стрічки Maynard.

## Походження
Спрінгфілдська модель 1855 – нарізний мушкет, який широко використовувався в середині XIX ст. Він був виготовлений у Springfield Armory в Массачауетсі й у Harpers Ferry Armory у Вірджинії (сучасна Західна Вірджинія) разом з Whitney Armory. Раніше мушкети були переважно гладкоствольною кремнієвою зброєю. У 1840-х роках ненадійні капсульні замки були замінені набагато надійнішими і стійкішими до погодних умов ударними замками. Гладкий ствол і неточна кругла куля також були замінені нарізними стволами і винайденою кулею Міньє. У той час як старі мушкети мали ефективну дальність дії приблизно від 50 до 100 ярдів (46–91 м), модель 1855 мала ефективну дальність дії 400 ярдів (370 м) і була смертельною на відстані понад 1000 ярдів (910 м).
Ствол моделі 1855 був калібру 14.73 мм, що було менше, ніж у попередніх мушкетів. Спрінгфілдська модель 1816 і всі її похідні до спрінгфілдської моделі 1842 мали калібр 17.52 мм, але випробування проведені армією США, показали, що менший калібр 14.73 мм був більш точним при використанні з кулею Міньє. 
У моделі 1855 також використовувалась стрічки Maynard, що було спробою покращити систему ударних капсулів, розроблену раніше. Замість використання окремих капсулів, які повинні були бути розміщені для кожного пострілу система Maynard використовувала стрічку, яка автоматично подавалася при кожному взведенні курка, подібно до того, як працює сучасний дитячий пістолет з кришкою.
У той час як порох і кулю Міньє все ще потрібно було заряджати звичайним способом, система стрічки була розроблена для автоматизації розміщення ударного капсуля і, отже, прискорення загальної скорострільності зброї. Зброю також можна було зарядити звичайним способом за допомогою стандартних ударних капсулів, якщо стрічка була недоступна. Тодішній військовий міністр Джефферсон Девіс санкціонував прийняття системи Maynard для моделі 1855 року.
У польових умовах система Maynard виявилась ненадійною. Випробування, проведені між 1859 і 1860 роками, виявили, що половина капсулів дала пропуски, а також повідомили, що пружини стрічкового капсуля погано подаються.
Найбільшою проблемою була сама стрічка. Незважаючи на те, що вона начебто трактувалась як водонепроникна, паперова смужка, але виявилася вразливою до вологи. Була зроблена спроба усунути цю проблему, зробивши покриття для стрічки з фольги, але, незважаючи на покращення, які це принесло, Департамент озброєння відмовився від системи Maynard і повернувся до стандартного ударного замка в пізніших нарізних мушкетах, таких як у моделі 1861.
Більшість нарізних мушкетів моделі 1855 використовувалися протягом Громадянської війни зі стандартними ударними капсулями. Було виготовлено приблизно 75 000 нарізних мушкетів моделі 1855. Обладнання для виготовлення нарізних мушкетів моделі 1855 у Харперс-Феррі було захоплено армією Конфедерації на початку 1861 року. Захоплене обладнання для виробництва нарізних мушкетів було доставлено до Річмонду, де воно сформувало основу можливостей Конфедерації з виробництва зброї. Нарізні мушкетні механізми були доставлені до Феєтвіллю, де вони також використовувалися для виробництва зброї протягом всієї війни. У результаті використання оригінальної техніки арсеналу гвинтівки Річмонд і гвинтівки Фейтвіля були двома найкращими видами зброї, виробленими Конфедерацією.
Більшість нарізних мушкетів моделі 1855 використовувалися протягом Громадянської війни зі стандартними ударними капсулями.
Було виготовлено приблизно 75 000 нарізних мушкетів моделі 1855.
Модель 1855 випускалася з 1856 по 1860 рік і була основною вогнепальною зброєю регулярної армії в роки до Громадянської війни.
Потреба у великій кількості зброї на початку Громадянської війни в США призвела до спрощення моделі 1855 за рахунок видалення покриття для стрічки Maynard та кількох інших незначних змін, щоб зробити її дешевшою та простішою у виробництві, створивши таким чином  модель 1861. Модель 1855 була найдоступнішою зброєю на початку  конфлікту, оскільки до використання моделі 1861 року потрібен ще був певний час, щоб фактично використовувати її на полі бою. Однак до початку війни було виготовлено близько 80 000 нарізних мушкетів моделі 1855. Деякі з них були знищені, коли військові Конфедерації захопили Арсенал Харперс-Феррі у квітні 1861 року, а ще кілька тисяч були в руках армії півдня. Приблизно 10 000 гвинтівок також було відправлено до Каліфорнії, і тому вони були абсолютно неважливими для військових зусиль Союзу.

## Перше використання
Модель 1855 вперше була використана у вересні 1858 року на північному заході Тихого океану в битві при Чотирьох озерах (рівнини Спокан). Атакуючі корінні американці були відправлені військами США, озброєні нарізним мушкетом моделі 1855. Лейтенант Лоуренс Кіп зазначив: «Дивно сказати, що жоден з наших людей не був поранений... Це сталося завдяки гвинтівкам великої дальності, котрі  вперше використовували наші війська... Якби ці люди були озброєні тими, які раніше використовувалися, результат битви, що стосується втрат з нашого боку, був би зовсім інакшим, бо ворог переважав нас і мав усю мужність, яку ми звикли приписувати індіанським дикунам. Але вони були в паніці від впливу нашого вогню на такій великій відстані».

## Варіанти
Модель 1855 зазвичай називають нарізним мушкетом, оскільки він був такої ж довжини, як і мушкети, які він замінив. Він мав ствол довжиною 40 дюймів (100 см) і загальну довжину 56 дюймів (140 см). Ствол кріпився до трьох гвинтівкових стрічок. Також була виготовлена коротша дводіапазонна версія, з двома стрічками, яку зазвичай називають гвинтівкою Harpers Ferry Model 1855. Ця коротша гвинтівка мала 33-дюймовий (84 см) ствол і загальну довжину 49 дюймів (120 см). 
Також був виготовлений пістолет-карабін зразка 1855 року.
Нарізний мушкет моделі 1855 був модифікований у 1858 році, щоб включати простіший приціл (типовий тип відкидного листа), накладну коробку на бічній частині приклада та залізний накінечник на заміну латунному. Цей варіант іноді називають Типом II, а попередню модель — Типом I.